# Legacy (canção)
"Legacy", também intitulado "Legacy (Save My Life)", é uma canção do DJ e produtor holandês Nicky Romero e da dupla americana de música eletrônica Krewella (anteriormente um trio durante a produção da canção). A canção foi inicialmente lançada em 15 de Julho de 2013 pela Protocol Recordings via Beatport, onde alcançou o topo do ranking na mesma semana de seu lançamento. Posteriormente lançada mundialmente por formato download Digital em 9 de Setembro do mesmo ano.

## Videoclipe
O videoclipe da canção estreou no YouTube em 25 de Outubro de 2013. Dirigido por Kyle Padilla e gravado em Agosto, em Los Angeles.

## Faixas
- Download Digital[3][2]

1. "Legacy" (Radio Edit) - 3:15
2. "Legacy" - 6:26

- The Remixes[4][5][6]

1. "Legacy" (Candyland's OG Remix) - 4:34
2. "Legacy" (Don Diablo Remix) (feat. Sway) - 3:22
3. "Legacy" (Vicetone Remix) - 5:37
4. "Legacy" (Wildstylez Remix) - 5:27
5. "Legacy" (Kryder Remix) - 4:36
6. "Legacy" (Mike Candys Remix) - 4:34

## Paradas
| Parada (2014)                                         | Posição |
| ----------------------------------------------------- | ------- |
| Austrália (ARIA)                                      | 44      |
| Estados Unidos Hot Dance/Electronic Songs (Billboard) | 80      |
| Estados Unidos Dance/Mix Show Airplay (Billboard)     | 38      |

## Histórico de Lançamento
| Região         | Data                   | Formato          | Gravadora                              |
| -------------- | ---------------------- | ---------------- | -------------------------------------- |
| Países Baixos  | 5 de Setembro de 2013  | Digital download | Protocol Recordings / Spinnin' Records |
| Mundo          | 9 de Setembro de 2013  | Digital download | Protocol Recordings / Ultra Records    |
| Canadá         | 10 de Setembro de 2013 | Digital download | Protocol Recordings / Ultra Records    |
| Estados Unidos | 8 de Outubro de 2013   | Digital download | Protocol Recordings / Ultra Records    |
| Reino Unido    | 15 de Novembro de 2013 | Digital download | Protocol Recordings / Ultra Records    |
| Mundo          | 18 de Novembro de 2013 | Digital download | Protocol Recordings / Ultra Records    |
| Canadá         | 19 de Novembro de 2013 | Digital download | Protocol Recordings / Ultra Records    |
| Estados Unidos | 19 de Novembro de 2013 | Digital download | Protocol Recordings / Ultra Records    |
| Países Baixos  | 20 de Março de 2014    | Digital download | Protocol Recordings / Spinnin' Records |